# Conifaber
Conifaber is een geslacht van spinnen uit de  familie van de wielwebkaardespinnen (Uloboridae).

## Soorten
- Conifaber guarani Grismado, 2004
- Conifaber parvus Opell, 1982
- Conifaber yasi Grismado, 2004